# The Return of the Spice Girls
Tournées par Spice Girls
Christmas in Spiceworld Tour (1999) Spice World 2019 Tour (2019)
The Return of the Spice Girls est une tournée de concerts donnée par le girl group britannique les Spice Girls. La tournée débuta le 2 décembre 2007 à Vancouver pour se terminer le 26 février 2008 à Toronto. La tournée marque la reformation et le retour du groupe, en pause depuis 2001.

## Liste des chansons
Acte 1: The Power of Five
- Spice Up Your Life
- Stop
- Say You'll Be There
- Headlines (Friendship Never Ends)

Acte 2: Seduce Me
- The Lady Is a Vamp
- Too Much (version jazz)
- 2 Become 1

Acte 3: Bittersweet
- Who Do You Think You Are
- Catwalk Medley (interlude dansant, contient des extraits de Like a Virgin et Supermodel (You Better Work) — Victoria Beckham solo
- Are You Gonna Go My Way (Melanie Brown solo)
- Maybe (Emma Bunton solo)
- Viva Forever
- Holler (sans Geri Halliwell)
- It's Raining Men (Geri Halliwell solo)
- I Turn to You (Melanie Chisholm solo)

Acte 4: Celebration
- Let Love Lead the Way (sans Geri Halliwell)
- Mama
- Celebration Medley: 
  - Celebration
  - Shake Your Body (Down to the Ground)
  - That's the Way (I Like It)
  - We Are Family
- Goodbye

Acte 5: Encore
- If U Can't Dance
- Wannabe
- Spice Up Your Life (reprise)

## Dates
| Date             | Ville            | Pays             | Lieu                              |                  |                  |
| Amérique du Nord | Amérique du Nord | Amérique du Nord | Amérique du Nord                  | Amérique du Nord | Amérique du Nord |
| ---------------- | ---------------- | ---------------- | --------------------------------- | ---------------- | ---------------- |
| 2 décembre 2007  | Vancouver        | Canada           | General Motors Place              |                  |                  |
| 4 décembre 2007  | San José         | États-Unis       | HP Pavilion at San Jose           |                  |                  |
| 5 décembre 2007  | Los Angeles      | États-Unis       | Staples Center                    |                  |                  |
| 7 décembre 2007  | Los Angeles      | États-Unis       | Staples Center                    |                  |                  |
| 8 décembre 2007  | Las Vegas        | États-Unis       | Mandalay Bay Events Center        |                  |                  |
| 9 décembre 2007  | Las Vegas        | États-Unis       | Mandalay Bay Events Center        |                  |                  |
| 11 décembre 2007 | Las Vegas        | États-Unis       | Mandalay Bay Events Center        |                  |                  |
| Europe           |                  |                  |                                   |                  |                  |
| 15 décembre 2007 | Londres          | Royaume-Uni      | O2 Arena                          |                  |                  |
| 16 décembre 2007 | Londres          | Royaume-Uni      | O2 Arena                          |                  |                  |
| 18 décembre 2007 | Londres          | Royaume-Uni      | O2 Arena                          |                  |                  |
| 20 décembre 2007 | Cologne          | Allemagne        | Lanxess Arena                     |                  |                  |
| 23 décembre 2007 | Madrid           | Espagne          | Madrid Arena                      |                  |                  |
| 2 janvier 2008   | Londres          | Royaume-Uni      | O2 Arena                          |                  |                  |
| 3 janvier 2008   | Londres          | Royaume-Uni      | O2 Arena                          |                  |                  |
| 4 janvier 2008   | Londres          | Royaume-Uni      | O2 Arena                          |                  |                  |
| 6 janvier 2008   | Londres          | Royaume-Uni      | O2 Arena                          |                  |                  |
| 8 janvier 2008   | Londres          | Royaume-Uni      | O2 Arena                          |                  |                  |
| 9 janvier 2008   | Londres          | Royaume-Uni      | O2 Arena                          |                  |                  |
| 11 janvier 2008  | Londres          | Royaume-Uni      | O2 Arena                          |                  |                  |
| 12 janvier 2008  | Londres          | Royaume-Uni      | O2 Arena                          |                  |                  |
| 13 janvier 2008  | Londres          | Royaume-Uni      | O2 Arena                          |                  |                  |
| 15 janvier 2008  | Londres          | Royaume-Uni      | O2 Arena                          |                  |                  |
| 16 janvier 2008  | Londres          | Royaume-Uni      | O2 Arena                          |                  |                  |
| 18 janvier 2008  | Londres          | Royaume-Uni      | O2 Arena                          |                  |                  |
| 20 janvier 2008  | Londres          | Royaume-Uni      | O2 Arena                          |                  |                  |
| 22 janvier 2008  | Londres          | Royaume-Uni      | O2 Arena                          |                  |                  |
| 23 janvier 2008  | Manchester       | Royaume-Uni      | Manchester Evening News Arena     |                  |                  |
| 24 janvier 2008  | Manchester       | Royaume-Uni      | Manchester Evening News Arena     |                  |                  |
| 26 janvier 2008  | Manchester       | Royaume-Uni      | Manchester Evening News Arena     |                  |                  |
| Amérique du Nord |                  |                  |                                   |                  |                  |
| 30 janvier 2008  | Boston           | États-Unis       | TD Banknorth Garden               |                  |                  |
| 31 janvier 2008  | Montréal         | Canada           | Centre Bell                       |                  |                  |
| 3 février 2008   | Toronto          | Canada           | Air Canada Centre                 |                  |                  |
| 4 février 2008   | Toronto          | Canada           | Air Canada Centre                 |                  |                  |
| 6 février 2008   | Uniondale        | États-Unis       | Nassau Veterans Memorial Coliseum |                  |                  |
| 7 février 2008   | Uniondale        | États-Unis       | Nassau Veterans Memorial Coliseum |                  |                  |
| 10 février 2008  | Newark           | États-Unis       | Prudential Center                 |                  |                  |
| 11 février 2008  | Newark           | États-Unis       | Prudential Center                 |                  |                  |
| 13 février 2008  | East Rutherford  | États-Unis       | Izod Center                       |                  |                  |
| 15 février 2008  | Chicago          | États-Unis       | United Center                     |                  |                  |
| 16 février 2008  | Détroit          | États-Unis       | The Palace of Auburn Hills        |                  |                  |
| 18 février 2008  | New York         | États-Unis       | Madison Square Garden             |                  |                  |
| 19 février 2008  | Philadelphie     | États-Unis       | Wachovia Center                   |                  |                  |
| 21 février 2008  | Washington DC    | États-Unis       | Verizon Center                    |                  |                  |
| 22 février 2008  | Hartford         | États-Unis       | XL Center                         |                  |                  |
| 24 février 2008  | Montréal         | Canada           | Centre Bell                       |                  |                  |
| 25 février 2008  | Toronto          | Canada           | Air Canada Centre                 |                  |                  |
| 26 février 2008  | Toronto          | Canada           | Air Canada Centre                 |                  |                  |